# Lisa Gasteen
Lisa Kinkead Gasteen (Brisbane, Austràlia, 1957) és una soprano australiana especialitzada en repertori alemany i especialment de Richard Wagner. El 1991 va guanyar el BBC Cardiff Singer of the World competition.
Va debutar el 1985 a Queensland en el paper principal d'Aida seguida per Desdemona (a Otello). A Austràlia ha cantat Miss Jessel (Un altre pas de rosca), Madame Lidoine (Dialogues des Carmélites), Ortlinde (Die Walküre), Leonora (Il trovatore, La forza del destino, Fidelio), Elsa (Lohengrin), Donna Elvira i Donna Anna (Don Giovanni), Elisabetta (Don Carlos), Elisabeth (Tannhäuser) i Amelia (Un ballo in maschera).
El 1991 va cantar Donna Anna convidada per Charles Mackerras a Praga debutant el 1992 a la Scottish Opera en Il trovatore, amb posteriors debuts a la Welsh National Opera, Deutsche Oper Berlin, Staatsoper Unter den Linden de Berlín, Stuttgart, Zúric, Dallas i Washington.
El 1997 va debutar al Metropolitan Opera, com Aïda, Amelia (Un ballo in maschera), Madeleine de Coigny (Andrea Chénier), Tosca, Ariadne (Ariadne auf Naxos), Sieglinde i Chrysothemis (Elektra).
En les últimes temporades ha cantat Brünnhilde (Siegfried) a Stuttgart, Isolde (Tristan und Isolde) i en Der Ring des Nibelungen a la Royal Opera House i a l'Òpera de l'Estat de Viena, així com una sèrie d'Elektras, Salome i Die Frau ohne Schatten.
En concert ha cantat obres de Rossini, Mendelssohn, Janáček, Beethoven i Verdi.
Des de 2008 ha cancel·lat els seus compromisos a causa d'una afecció neuromuscular sense data prevista per a un retorn als escenaris.